# Rana warszewitschii
Rana warszewitschii là một loài ếch trong họ Ranidae.
Nó được tìm thấy ở Costa Rica, Honduras, Nicaragua, và Panama.
Các môi trường sống tự nhiên của chúng là các khu rừng ẩm ướt đất thấp nhiệt đới hoặc cận nhiệt đới, sông, sông có nước theo mùa, các đồn điền, vườn nông thôn, các vùng đô thị, và các khu rừng trước đây bị suy thoái nặng nề. Loài này đang bị đe dọa do mất môi trường sống.

## Hình ảnh

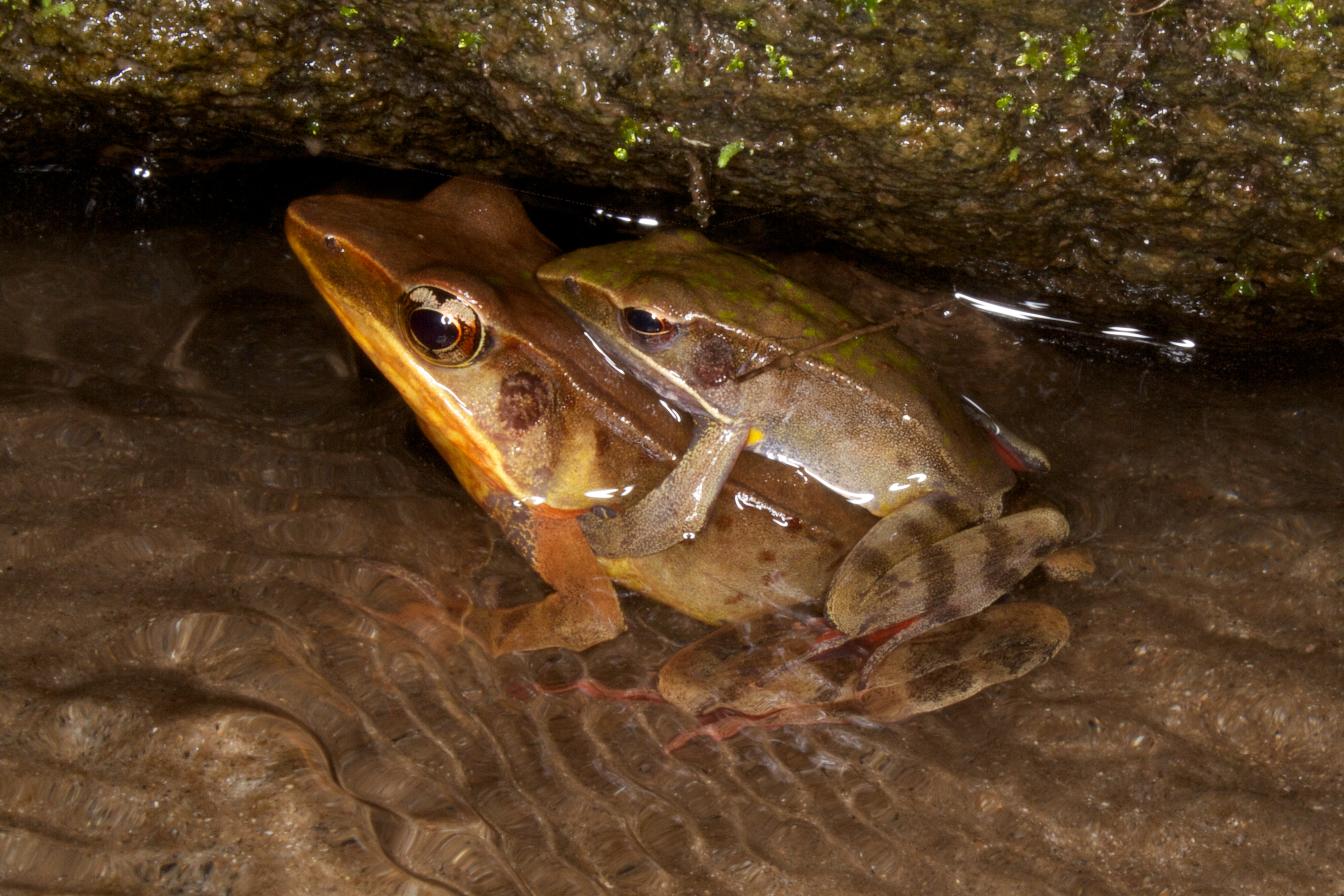